# 土贵乌拉镇
土贵乌拉镇（汉语拼音字母：Tûgin'ûûl Balgas），是中国内蒙古自治区乌兰察布市察哈尔右翼前旗下辖的一个镇。

## 行政区划
土贵乌拉镇共辖以下地区：
解放社区、红卫社区、安全社区、新华社区、向阳社区、跃进社区、光明社区、土贵山社区、南河渠村、新建村、东胜利村、西胜利村、南营村、天丰村、大纳令村、小纳令村、七股半村、沟口子村、种地槽村、呼和乌素村、口子村和察右前旗天皮山冶金化工工业园区。